# Lateinerbrücke

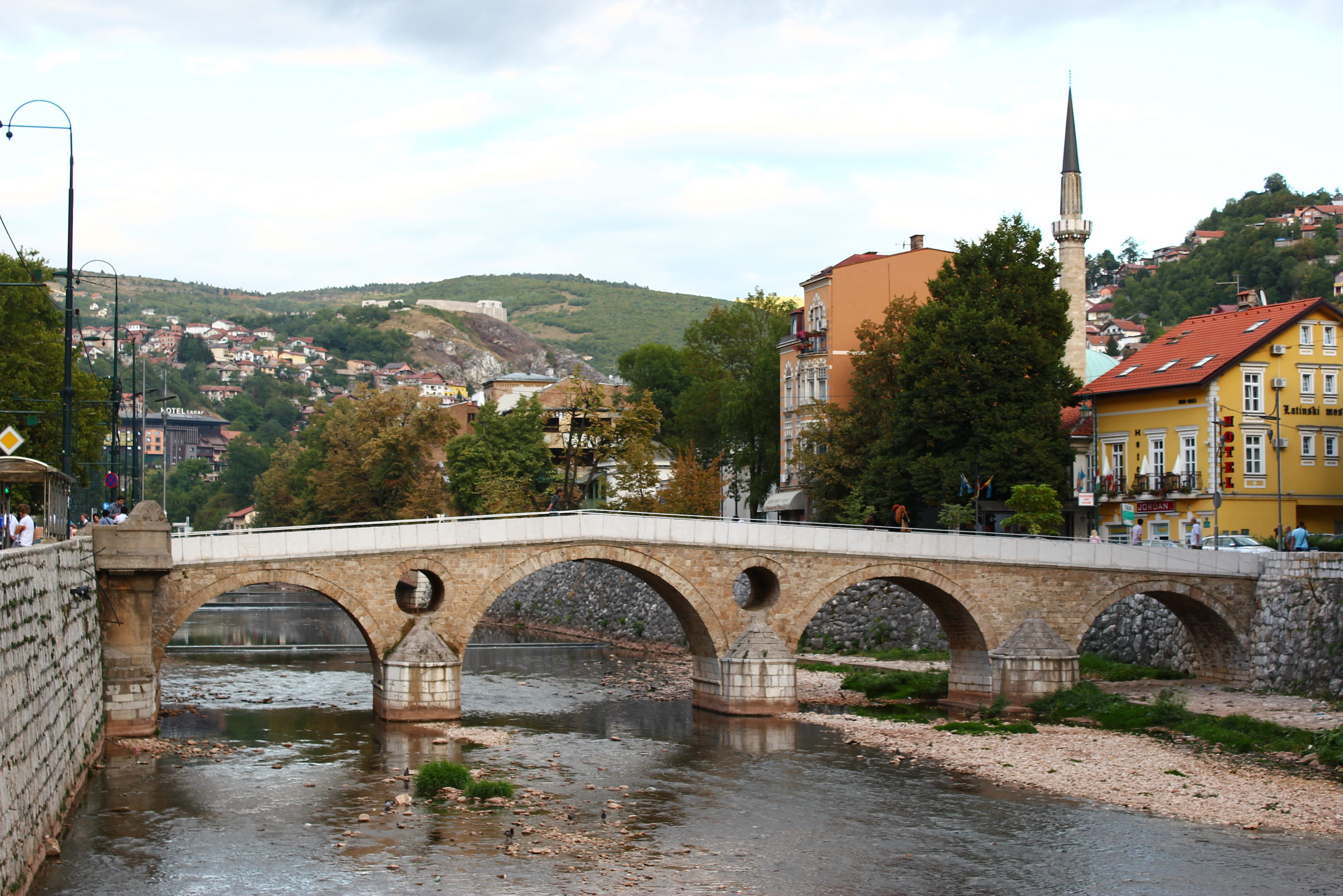
Die Lateinerbrücke

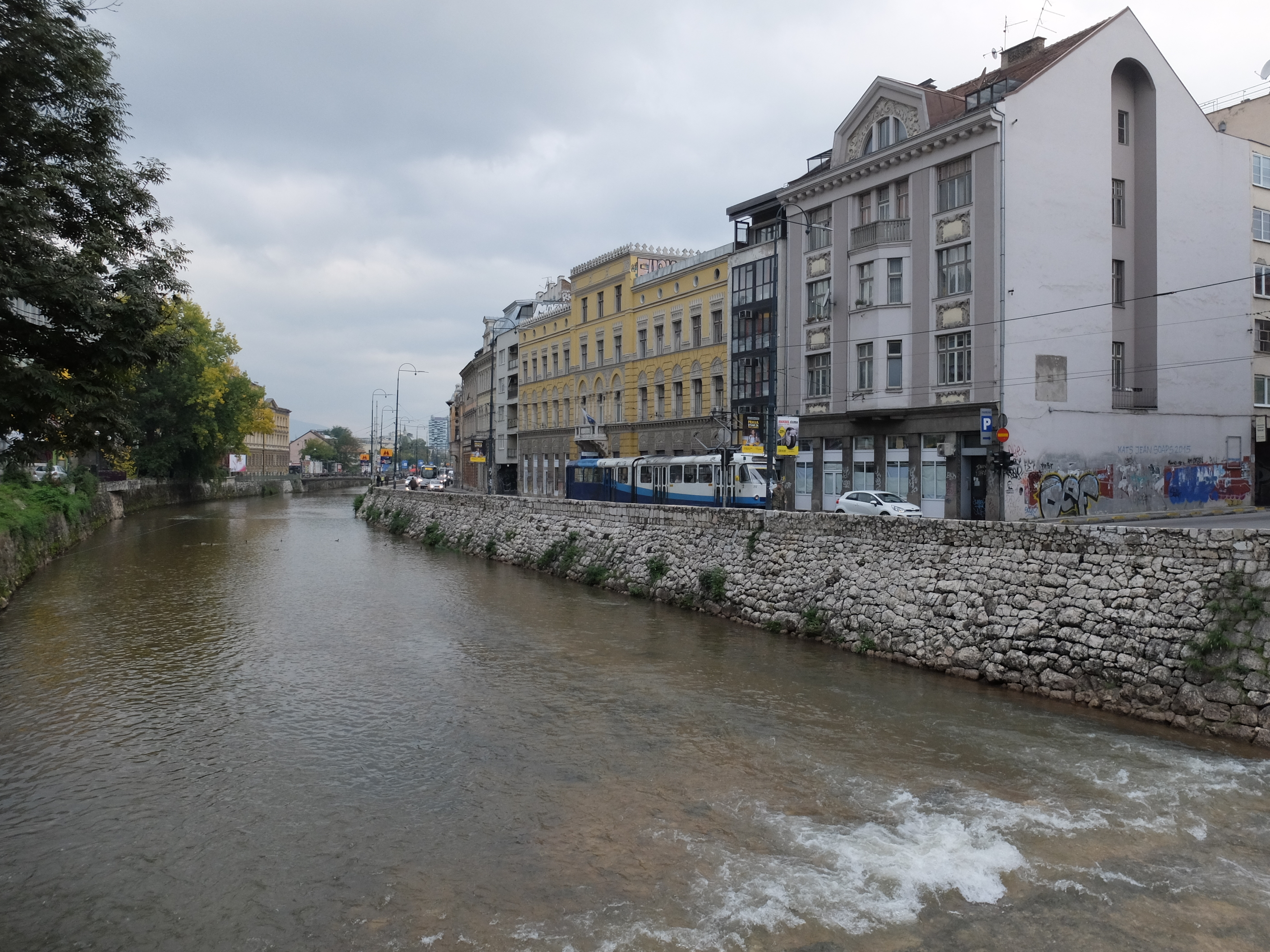
Blick flussabwärts auf die Miljacka

Die Lateinerbrücke (Latinska ćuprija/Латинска ћуприја) ist eine osmanische Steinbogenbrücke über die Miljacka im Stadtzentrum von Sarajevo. Zu Zeiten Jugoslawiens war sie nach Gavrilo Princip, dem Attentäter auf Erzherzog Franz Ferdinand, als Principbrücke benannt. Das Attentat vom 28. Juni 1914, das als Auslöser des Ersten Weltkrieges gilt, ereignete sich am Nordende der Brücke.

## Geschichte
Die Lateinerbrücke ist eine der ältesten bestehenden Brücken in Sarajevo. 1541 wurde erstmals eine Brücke an dieser Stelle erwähnt, die vermutlich aus Holz erbaut war. 1565 ist der Bau einer Steinbrücke an dieser Stelle erwähnt. Ein Hochwasser beschädigte die Brücke im Jahr 1791 schwer. In den Jahren 1798 und 1799 wurde sie restauriert. Drei Jahre nach der Ermordung von Franz Ferdinand ließ die Stadtverwaltung am 28. Juni 1917 das Sühne-Denkmal für den Erzherzog und seine Frau an der Lateinerbrücke einweihen. Nach dem Ende der österreichischen Herrschaft und der Errichtung des Königreiches Jugoslawien wurde das Denkmal wieder entfernt und die Brücke nach dem Attentäter Princip benannt. Ihren früheren Namen erhielt sie erst im Laufe des Bosnienkrieges zurück. Teile des Denkmals befinden sich heute im  Museum von Sarajevo.
Die Brücke bestand ursprünglich aus fünf Bögen, die auf vier Brückenpfeilern ruhten. In zwei Pfeilern befinden sich kreisrunde Öffnungen, die sogenannten „Augen“. Der größte Bogen mit den beiden Augen ist in stilisierter Form auch im Stadtwappen von Sarajevo zu finden. Im Zuge der Regulierung der Miljacka wurden der nördlichste Bogen und die Hälfte des ersten Pfeilers in die Uferbefestigung eingemauert, so dass die Brücke heute nur noch über vier Bögen verfügt.
Zuletzt wurde die Lateinerbrücke in den Jahren 2003/2004 restauriert. Heute ist sie für den Straßenverkehr gesperrt.

## Name
Der Name „Lateinerbrücke“ beruht auf der Tatsache, dass die Brücke die kürzeste Verbindung zwischen der römisch-katholischen Kathedrale in der Innenstadt und dem früher überwiegend katholisch bewohnten und daher als „Latinluk“ bezeichneten Viertel links des Flusses darstellt.